# ECHL 2021/22
Die Saison 2021/22 war die 34. Spielzeit der ECHL. Sie begann am 21. Oktober 2021 und endete am 11. Juni 2022 mit dem Kelly-Cup-Gewinn der Florida Everblades. Nach zwei stark durch die COVID-19-Pandemie beeinflussten Jahren kehrte man in dieser Saison weitestgehend zum regulären Spielbetrieb zurück. Alle 27 Teams sollten 72 Spiele bestreiten, was bis auf wenige abgesagte Partien auch gelang, während auch der Playoff-Modus wieder dem der Spielzeit 2018/19 entsprach.

## Änderungen
11 der 12 Teams, die in der Vorsaison den Spielbetrieb pausiert hatten, nahmen eben diesen wieder auf. Nur die Brampton Beast hatten sich bereits im Februar 2021 endgültig aus dem Wettbewerb zurückgezogen. Darüber hinaus wurden zwei neue Franchises in die Liga aufgenommen, die Iowa Heartlanders sowie die Lions de Trois-Rivières.

## Reguläre Saison
| Adirondack |

| Trois-Rivières |

| Maine |

| Reading |

| Worcester |

| Atlanta |

| Florida |

| Greenville |

| Jacksonville |

| Norfolk |

| Orlando |

| South Carolina |

| Cincinnati |

| Fort Wayne |

| Iowa |

| Indy |

| Kalamazoo |

| Toledo |

| Wheeling |

| Allen |

| Idaho |

| Kansas City |

| Rapid City |

| Tulsa |

| Utah |

| Wichita |

| \| Newfoundland \| |
| Newfoundland       |

| Newfoundland |

### Abschlusstabellen
Abkürzungen: GP = Spiele, W = Siege, L = Niederlagen, OTL = Niederlage nach Overtime, SOL = Niederlage nach Shootout, GF = Erzielte Tore, GA = Gegentore, Pts = Punkte, Pts% =Punktquote

Erläuterungen: Playoff-Qualifikation, Henry-Brabham-Cup-Sieger

#### Eastern Conference
| North Division          | GP | W  | L  | OTL | SOL | GF  | GA  | Pts | Pts% |
| ----------------------- | -- | -- | -- | --- | --- | --- | --- | --- | ---- |
| Reading Royals          | 71 | 45 | 17 | 7   | 2   | 258 | 201 | 99  | .697 |
| Newfoundland Growlers   | 67 | 42 | 20 | 4   | 1   | 262 | 191 | 89  | .664 |
| Lions de Trois-Rivières | 69 | 34 | 29 | 5   | 1   | 230 | 233 | 74  | .536 |
| Maine Mariners          | 72 | 33 | 31 | 5   | 3   | 230 | 236 | 74  | .514 |
| Worcester Railers       | 71 | 32 | 32 | 5   | 2   | 227 | 245 | 71  | .500 |
| Adirondack Thunder      | 71 | 27 | 40 | 4   | 0   | 202 | 272 | 58  | .408 |

| South Division           | GP | W  | L  | OTL | SOL | GF  | GA  | Pts | Pts% |
| ------------------------ | -- | -- | -- | --- | --- | --- | --- | --- | ---- |
| Florida Everblades       | 72 | 42 | 20 | 6   | 4   | 243 | 187 | 94  | .653 |
| Atlanta Gladiators       | 72 | 43 | 24 | 4   | 1   | 220 | 198 | 91  | .632 |
| Jacksonville Icemen      | 72 | 40 | 27 | 3   | 2   | 206 | 185 | 85  | .590 |
| Greenville Swamp Rabbits | 72 | 33 | 29 | 6   | 4   | 210 | 209 | 76  | .528 |
| Orlando Solar Bears      | 71 | 33 | 31 | 6   | 1   | 197 | 226 | 73  | .514 |
| Norfolk Admirals         | 72 | 29 | 37 | 3   | 3   | 204 | 261 | 64  | .444 |
| South Carolina Stingrays | 72 | 28 | 38 | 6   | 0   | 187 | 238 | 62  | .431 |

#### Western Conference
| Central Division    | GP | W  | L  | OTL | SOL | GF  | GA  | Pts | Pts% |
| ------------------- | -- | -- | -- | --- | --- | --- | --- | --- | ---- |
| Toledo Walleye      | 72 | 49 | 19 | 2   | 2   | 277 | 203 | 102 | .708 |
| Fort Wayne Komets   | 72 | 40 | 25 | 6   | 1   | 267 | 225 | 87  | .604 |
| Wheeling Nailers    | 72 | 37 | 31 | 4   | 0   | 243 | 247 | 78  | .542 |
| Cincinnati Cyclones | 72 | 36 | 32 | 3   | 1   | 243 | 239 | 76  | .528 |
| Kalamazoo Wings     | 72 | 36 | 35 | 1   | 0   | 224 | 255 | 73  | .507 |
| Indy Fuel           | 72 | 34 | 33 | 2   | 3   | 232 | 233 | 73  | .507 |
| Iowa Heartlanders   | 72 | 29 | 33 | 9   | 1   | 229 | 263 | 68  | .472 |

| Mountain Division     | GP | W  | L  | OTL | SOL | GF  | GA  | Pts | Pts% |
| --------------------- | -- | -- | -- | --- | --- | --- | --- | --- | ---- |
| Utah Grizzlies        | 72 | 42 | 27 | 2   | 1   | 240 | 225 | 87  | .604 |
| Rapid City Rush       | 72 | 36 | 25 | 6   | 5   | 241 | 232 | 83  | .576 |
| Allen Americans       | 72 | 35 | 28 | 8   | 1   | 240 | 244 | 79  | .549 |
| Tulsa Oilers          | 72 | 36 | 30 | 3   | 3   | 220 | 220 | 78  | .542 |
| Idaho Steelheads      | 72 | 36 | 33 | 2   | 1   | 216 | 191 | 75  | .521 |
| Kansas City Mavericks | 72 | 32 | 33 | 5   | 2   | 210 | 243 | 71  | .493 |
| Wichita Thunder       | 72 | 27 | 36 | 9   | 0   | 202 | 258 | 63  | .438 |

### Beste Scorer
Abkürzungen: GP = Spiele, G = Tore, A = Assists, Pts = Punkte, +/− = Plus/Minus, PIM = Strafminuten; Fett: Saisonbestwert
| Spieler         | Team                                     | GP | G  | A  | Pts | +/− | PIM |
| --------------- | ---------------------------------------- | -- | -- | -- | --- | --- | --- |
| Will Graber     | Fort Wayne Komets                        | 59 | 26 | 57 | 83  | +37 | 81  |
| Zach O’Brien    | Newfoundland Growlers                    | 53 | 28 | 50 | 78  | +13 | 4   |
| T. J. Hensick   | Toledo Walleye                           | 65 | 22 | 56 | 78  | +29 | 24  |
| Patrick Watling | Wheeling Nailers                         | 55 | 31 | 46 | 77  | +13 | 32  |
| Kris Bennett    | Iowa Heartlanders                        | 50 | 35 | 38 | 73  | +1  | 38  |
| Chad Costello   | Allen Americans                          | 66 | 26 | 46 | 72  | −14 | 4   |
| Jesse Schultz   | Cincinnati Cyclones                      | 71 | 23 | 48 | 71  | −9  | 65  |
| Blake Winiecki  | Florida Everblades                       | 68 | 33 | 37 | 70  | +24 | 62  |
| Darik Angeli    | Kansas City Mavericks Florida Everblades | 63 | 29 | 41 | 70  | +22 | 56  |
| John McCarron   | Florida Everblades                       | 69 | 29 | 41 | 70  | +28 | 101 |

Brandon Hawkins von den Toledo Walleye erzielte ebenfalls 35 Treffer.

### Beste Torhüter
Die kombinierte Tabelle zeigt die jeweils drei besten Torhüter in den Kategorien Gegentorschnitt und Fangquote sowie die jeweils Führenden in den Kategorien Shutouts und Siege.
Abkürzungen: GP = Spiele, TOI = Eiszeit (in Minuten), W = Siege, L = Niederlagen, OTL = Overtime-Niederlagen, GA = Gegentore, SO = Shutouts, Sv% = gehaltene Schüsse (in %), GAA = Gegentorschnitt; Fett: Saisonbestwert
Es werden nur Torhüter erfasst, die mindestens 1440 Minuten absolviert haben. Sortiert nach bestem Gegentorschnitt.
| Spieler             | Team                     | GP | TOI  | W  | L  | OTL | GA  | SO | Sv%  | GAA  |
| ------------------- | ------------------------ | -- | ---- | -- | -- | --- | --- | -- | ---- | ---- |
| François Brassard   | Jacksonville Icemen      | 31 | 1863 | 19 | 9  | 3   | 68  | 1  | 91,1 | 2,19 |
| Parker Gahagen      | Florida Everblades       | 35 | 2043 | 20 | 10 | 3   | 79  | 4  | 91,6 | 2,32 |
| Evan Fitzpatrick    | Greenville Swamp Rabbits | 24 | 1392 | 9  | 11 | 2   | 58  | 2  | 91,5 | 2,50 |
| Billy Christopoulos | Toledo Walleye           | 32 | 1886 | 23 | 6  | 3   | 81  | 1  | 91,8 | 2,58 |
| Daniel Mannella     | Tulsa Oilers             | 51 | 2973 | 29 | 16 | 4   | 129 | 2  | 90,7 | 2,60 |
| Brad Barone         | Orlando Solar Bears      | 48 | 2695 | 23 | 19 | 3   | 119 | 3  | 91,9 | 2,65 |
| Trent Miner         | Utah Grizzlies           | 28 | 1569 | 16 | 12 | 0   | 71  | 7  | 91,0 | 2,72 |
| Evan Buitenhuis     | Wichita Thunder          | 31 | 1765 | 11 | 15 | 4   | 86  | 1  | 91,9 | 2,92 |

## Kelly-Cup-Playoffs

### Playoff-Baum
|  | Division-Halbfinale | Division-Halbfinale      | Division-Halbfinale |                       |                       | Division-Finale | Division-Finale | Division-Finale |  |  | Conference-Finale | Conference-Finale | Conference-Finale |  |  | Kelly-Cup-Finale | Kelly-Cup-Finale | Kelly-Cup-Finale |
|  |                     |                          |                     |                       |                       |                 |                 |                 |  |  |                   |                   |                   |  |  |                  |                  |                  |
|  | N1                  | Reading Royals           | 4                   |                       |                       |                 |                 |                 |  |  |                   |                   |                   |  |  |                  |                  |                  |
|  | N4                  | Maine Mariners           | 2                   |                       |                       |                 |                 |                 |  |  |                   |                   |                   |  |  |                  |                  |                  |
|  | N4                  | Maine Mariners           | 2                   | N1                    | Reading Royals        | 3               |                 |                 |  |  |                   |                   |                   |  |  |                  |                  |                  |
|  |                     |                          |                     | N1                    | Reading Royals        | 3               |                 |                 |  |  |                   |                   |                   |  |  |                  |                  |                  |
|  |                     |                          | N2                  | Newfoundland Growlers | 4                     |                 |                 |                 |  |  |                   |                   |                   |  |  |                  |                  |                  |
|  | N2                  | Newfoundland Growlers    | N2                  | Newfoundland Growlers | 4                     | 4               |                 |                 |  |  |                   |                   |                   |  |  |                  |                  |                  |
|  | N2                  | Newfoundland Growlers    |                     |                       |                       | 4               |                 |                 |  |  |                   |                   |                   |  |  |                  |                  |                  |
|  | N3                  | Lions de Trois-Rivières  | 3                   |                       |                       |                 |                 |                 |  |  |                   |                   |                   |  |  |                  |                  |                  |
|  | N3                  | Lions de Trois-Rivières  | 3                   | N2                    | Newfoundland Growlers | 1               |                 |                 |  |  |                   |                   |                   |  |  |                  |                  |                  |
|  |                     |                          |                     | N2                    | Newfoundland Growlers | 1               |                 |                 |  |  |                   |                   |                   |  |  |                  |                  |                  |
|  |                     | S1                       | Florida Everblades  | 4                     |                       |                 |                 |                 |  |  |                   |                   |                   |  |  |                  |                  |                  |
|  | S1                  | S1                       | Florida Everblades  | 4                     | Florida Everblades    | 4               |                 |                 |  |  |                   |                   |                   |  |  |                  |                  |                  |
|  | S1                  |                          |                     |                       | Florida Everblades    | 4               |                 |                 |  |  |                   |                   |                   |  |  |                  |                  |                  |
|  | S4                  | Greenville Swamp Rabbits | 2                   |                       |                       |                 |                 |                 |  |  |                   |                   |                   |  |  |                  |                  |                  |
|  | S4                  | Greenville Swamp Rabbits | 2                   | S1                    | Florida Everblades    | 4               |                 |                 |  |  |                   |                   |                   |  |  |                  |                  |                  |
|  |                     |                          |                     | S1                    | Florida Everblades    | 4               |                 |                 |  |  |                   |                   |                   |  |  |                  |                  |                  |
|  |                     |                          | S3                  | Jacksonville Icemen   | 0                     |                 |                 |                 |  |  |                   |                   |                   |  |  |                  |                  |                  |
|  | S2                  | Atlanta Gladiators       | S3                  | Jacksonville Icemen   | 0                     | 0               |                 |                 |  |  |                   |                   |                   |  |  |                  |                  |                  |
|  | S2                  | Atlanta Gladiators       |                     |                       |                       |                 |                 |                 |  |  |                   |                   |                   |  |  |                  |                  |                  |
|  | S3                  | Jacksonville Icemen      | 4                   |                       |                       |                 |                 |                 |  |  |                   |                   |                   |  |  |                  |                  |                  |
|  | S3                  | Jacksonville Icemen      | 4                   | S1                    | Florida Everblades    | 4               |                 |                 |  |  |                   |                   |                   |  |  |                  |                  |                  |
|  |                     |                          |                     |                       |                       |                 |                 |                 |  |  |                   |                   |                   |  |  |                  |                  |                  |
|  |                     | C1                       | Toledo Walleye      | 1                     |                       |                 |                 |                 |  |  |                   |                   |                   |  |  |                  |                  |                  |
|  | C1                  | C1                       | Toledo Walleye      | 1                     | Toledo Walleye        | 4               |                 |                 |  |  |                   |                   |                   |  |  |                  |                  |                  |
|  | C1                  |                          |                     |                       | Toledo Walleye        | 4               |                 |                 |  |  |                   |                   |                   |  |  |                  |                  |                  |
|  | C4                  | Cincinnati Cyclones      | 3                   |                       |                       |                 |                 |                 |  |  |                   |                   |                   |  |  |                  |                  |                  |
|  | C4                  | Cincinnati Cyclones      | 3                   | C1                    | Toledo Walleye        | 4               |                 |                 |  |  |                   |                   |                   |  |  |                  |                  |                  |
|  |                     |                          |                     | C1                    | Toledo Walleye        | 4               |                 |                 |  |  |                   |                   |                   |  |  |                  |                  |                  |
|  |                     |                          | C3                  | Wheeling Nailers      | 0                     |                 |                 |                 |  |  |                   |                   |                   |  |  |                  |                  |                  |
|  | C2                  | Fort Wayne Komets        | C3                  | Wheeling Nailers      | 0                     | 3               |                 |                 |  |  |                   |                   |                   |  |  |                  |                  |                  |
|  | C2                  | Fort Wayne Komets        |                     |                       |                       | 3               |                 |                 |  |  |                   |                   |                   |  |  |                  |                  |                  |
|  | C3                  | Wheeling Nailers         | 4                   |                       |                       |                 |                 |                 |  |  |                   |                   |                   |  |  |                  |                  |                  |
|  | C3                  | Wheeling Nailers         | 4                   | C1                    | Toledo Walleye        | 4               |                 |                 |  |  |                   |                   |                   |  |  |                  |                  |                  |
|  |                     |                          |                     | C1                    | Toledo Walleye        | 4               |                 |                 |  |  |                   |                   |                   |  |  |                  |                  |                  |
|  |                     | M1                       | Utah Grizzlies      | 1                     |                       |                 |                 |                 |  |  |                   |                   |                   |  |  |                  |                  |                  |
|  | M1                  | M1                       | Utah Grizzlies      | 1                     | Utah Grizzlies        | 4               |                 |                 |  |  |                   |                   |                   |  |  |                  |                  |                  |
|  | M1                  |                          |                     |                       |                       |                 |                 |                 |  |  |                   |                   |                   |  |  |                  |                  |                  |
|  | M4                  | Tulsa Oilers             | 3                   |                       |                       |                 |                 |                 |  |  |                   |                   |                   |  |  |                  |                  |                  |
|  | M4                  | Tulsa Oilers             | 3                   | M1                    | Utah Grizzlies        | 4               |                 |                 |  |  |                   |                   |                   |  |  |                  |                  |                  |
|  |                     |                          |                     | M1                    | Utah Grizzlies        | 4               |                 |                 |  |  |                   |                   |                   |  |  |                  |                  |                  |
|  |                     |                          | M2                  | Rapid City Rush       | 2                     |                 |                 |                 |  |  |                   |                   |                   |  |  |                  |                  |                  |
|  | M2                  | Rapid City Rush          | M2                  | Rapid City Rush       | 2                     | 4               |                 |                 |  |  |                   |                   |                   |  |  |                  |                  |                  |
|  | M2                  | Rapid City Rush          |                     |                       |                       |                 |                 |                 |  |  |                   |                   |                   |  |  |                  |                  |                  |
|  | M3                  | Allen Americans          | 1                   |                       |                       |                 |                 |                 |  |  |                   |                   |                   |  |  |                  |                  |                  |

### Kelly-Cup-Sieger
| Kelly-Cup-Sieger Florida Everblades | Alex Aleardi, Darik Angeli, Xavier Bouchard, Stephen Desrocher, Evan Fitzpatrick, Matteo Gennaro, Jake Jaremko, Cam Johnson, Levko Koper, Lukas Kälble, Stefan Leblanc, Ben Masella, John McCarron, Chris McKay, Jake McLaughlin, Kyle Neuber, Michael Neville, Joe Pendenza, Nathan Perkovich, Jordan Sambrook, Zach Solow, Dylan Vander Esch, Blake Winiecki Cheftrainer: Brad Ralph |

## Auszeichnungen

### Vergebene Trophäen
| Auszeichnung                                                                   | Spieler                  | Team                  |
| ------------------------------------------------------------------------------ | ------------------------ | --------------------- |
| John Brophy Award Bester Trainer                                               | Jeff Pyle                | Atlanta Gladiators    |
| ECHL Most Valuable Player Bester Spieler der regulären Saison                  | Will Graber              | Fort Wayne Komets     |
| Kelly Cup Playoffs Most Valuable Player Bester Spieler der Playoffs            | Cam Johnson              | Florida Everblades    |
| ECHL Rookie of the Year Bester Rookie der regulären Saison                     | Kris Bennett             | Iowa Heartlanders     |
| Nick Vitucci Goaltender of the Year Award Bester Torwart der regulären Saison  | François Brassard        | Jacksonville Icemen   |
| ECHL Defenseman of the Year Bester Verteidiger der regulären Saison            | Charles-Édouard D’Astous | Utah Grizzlies        |
| ECHL Leading Scorer Bester Scorer der regulären Saison                         | Will Graber              | Fort Wayne Komets     |
| ECHL Plus Performer Award Spieler mit der besten Plus/Minus-Bilanz             | Will Graber              | Fort Wayne Komets     |
| ECHL Sportsmanship Award Hoher sportlicher Standard und vorbildliches Benehmen | Zach O’Brien             | Newfoundland Growlers |
| ECHL Hockey Operations Department of the Year Bestes Management der Saison     | Toledo Walleye           | Toledo Walleye        |
| Kelly Cup Gewinner der ECHL-Playoffs                                           | Florida Everblades       | Florida Everblades    |
| Henry Brabham Cup Bestes Team der regulären Saison                             | Toledo Walleye           | Toledo Walleye        |
| E. A. „Bud“ Gingher Memorial Trophy Bestes Team der Eastern Conference         | Florida Everblades       | Florida Everblades    |
| Bruce Taylor Trophy Bestes Team der Western Conference                         | Toledo Walleye           | Toledo Walleye        |

### All-Star-Teams
| First All-Star Team | First All-Star Team                           |
| ------------------- | --------------------------------------------- |
| Angriff:            | Will Graber – T. J. Hensick – Patrick Watling |
| Verteidigung:       | Charles-Édouard D’Astous – Ben Finkelstein    |
| Tor:                | François Brassard                             |

| Second All-Star Team | Second All-Star Team                        |
| -------------------- | ------------------------------------------- |
| Angriff:             | Kris Bennett – Chad Costello – Zach O’Brien |
| Verteidigung:        | Randy Gazzola – Josh Maniscalco             |
| Tor:                 | Keith Petruzzelli                           |

| All-Rookie Team | All-Rookie Team                               |
| --------------- | --------------------------------------------- |
| Angriff:        | Kris Bennett – Jack Doremus – Benjamin Tardif |
| Verteidigung:   | Josh Maniscalco – Luke Martin                 |
| Tor:            | Keith Petruzzelli                             |